# Las tribulaciones del estudiante Törless
Las tribulaciones del estudiante Törless (Die Verwirrungen des Zöglings Törleß, en su título original en alemán), también traducida al español como Los extravíos del colegial Törless, es la primera novela del escritor austriaco Robert Musil publicada en 1906. Narra cómo a través de sus vivencias en un instituto militar del Imperio Austro-Húngaro, el adolescente Törless se ve confrontado a la sexualidad, la homosexualidad, la crueldad, el sadismo y el victimismo, la moralidad y la conciencia, y cómo intenta un análisis racional de los hechos.

## Adaptaciones cinematográficas
El director Volker Schlöndorff realizó en 1966 El joven Törless, adaptación de la novela. Era su primera película, tras haber sido asistente de directores como Alain Resnais, Louis Malle y Melville. Esta película recibió el premio FIPRESCI en el Festival de Cannes así como los Premios del Cine Alemán de mejor película, guion y director y convirtiéndose en uno de los puntales, junto a Fassbinder o Herzog, del nuevo cine alemán.